# Paula Benavides
Paula Benavides viuda de Calderón (Ciudad de México, 1600 - 1684) fue una impresora novohispana que estuvo activa de los años 1641 a 1684, después que su marido Bernardo Calderón muriera dejándola viuda con seis hijos. Paula figura como la primera mujer en su familia que asumió completamente el oficio de impresora. Imprimió más de 200 títulos y su imprenta estuvo al servicio de la Santa Inquisición, además de dedicarse a hojas sueltas como cartillas y misales. También se hizo cargo de la librería de Bernardo que albergaba más de 1000 volúmenes, impresos en México y en el extranjero. 

## Biografía
Paula Benavides nació en la Ciudad de México cerca del año 1600. Sus padres fueron los españoles Gabriel López de Benavides y María de los reyes, provenientes de Toledo. A la edad de 20 años se casó en el Sagrario Metropolitano de la Ciudad de México con Bernardo Calderón el 25 de febrero de 1629, con quien tendría seis hijos: Antonio, Gabriel, Diego, Bernardo, María y Micaela
Murió en el año de 1684, dejando a su hijo Diego el poder de testar. La imprenta que poseía, junto con la librería, pasaron al mismo Diego y a su hermana María, quien estaba casada con Juan de Ribera, hijo de Diego de Ribera, impresor y amigo de su familia.

## Oficio de impresora

### Bernardo Calderón
Cuando Paula se casó con Bernardo, éste ya habitaba la Ciudad de México desde tres años atrás y poseía su propia imprenta, además de una librería ubicada en la calle de San Agustín.
Bernardo consiguió el privilegio de ser el único en imprimir y vender cartillas, que eran el principal instrumento para enseñar a leer y escribir, en la ciudad por parte del virrey Rodrigo Pacheco y Osorio, y solo a través de un poder se autorizaba a otros libreros vender dichas cartillas. A cambio de este permiso, Bernardo tuvo que hacer una donación seis libros, imprimir los despachos del servicio de su majestad y brindar papel. También fue necesario hacer una limosna de 100 pesos al Hospital Real .
Durante los años de 1631 a 1633 tuvo como trabajadores a Cornelio Adriano César y Pedro Quiñones. Sin embargo, el privilegio obtenido no duró por mucho tiempo, ya que Bernardo falleció a finales de 1640, casi a los 40 años de edad

### Viudez y manejo de la imprenta
Para las mujeres del siglo XVI que pertenecían a familias artesanas, era común que aprendieran parte del oficio. La cercanía del hogar con la del taller las involucraba activamente en la vida económica del negocio. Además, en el ámbito impresor, ya existían los antecedentes de mujeres que, a la muerte del marido, decidían llevar ellas la imprenta y más tarde heredarla a sus hijos. La viudez le concedía a la mujer poder sobre sus bienes y por lo tanto, era capaz de ejercer su autoridad en los negocios.
Después de la muerte de su esposo, con una imprenta y seis hijos que mantener, Paula decidió hacerse cargo del negocio familiar. Bernardo no la había hecho directamente heredera por algún testamento, pero sí le dio el poder de testar, documento usado para la transferencia de bienes, y por lo tanto, de tomar en sus manos la imprenta familiar.
En el mismo año de 1640, se encargó de rectificar el privilegio concedido a su marido sobre la impresión y venta de cartillas en la Ciudad de México. Fue necesario que superara la oferta para la donación inicial, pues otro impresor de la época, Francisco Robledo había tramitado los permisos para recibir también dicho privilegio.
Al igual que su esposo, doña Paula consiguió la ayuda de varios virreyes, Diego López Pacheco y Portugal, Juan Palafox y Mendoza y García Sarmiento de Sotomayor para prolongar los privilegios sobre cartillas y consiguió extenderlo durante seis años para la enseñanza de los niños de México y Puebla.

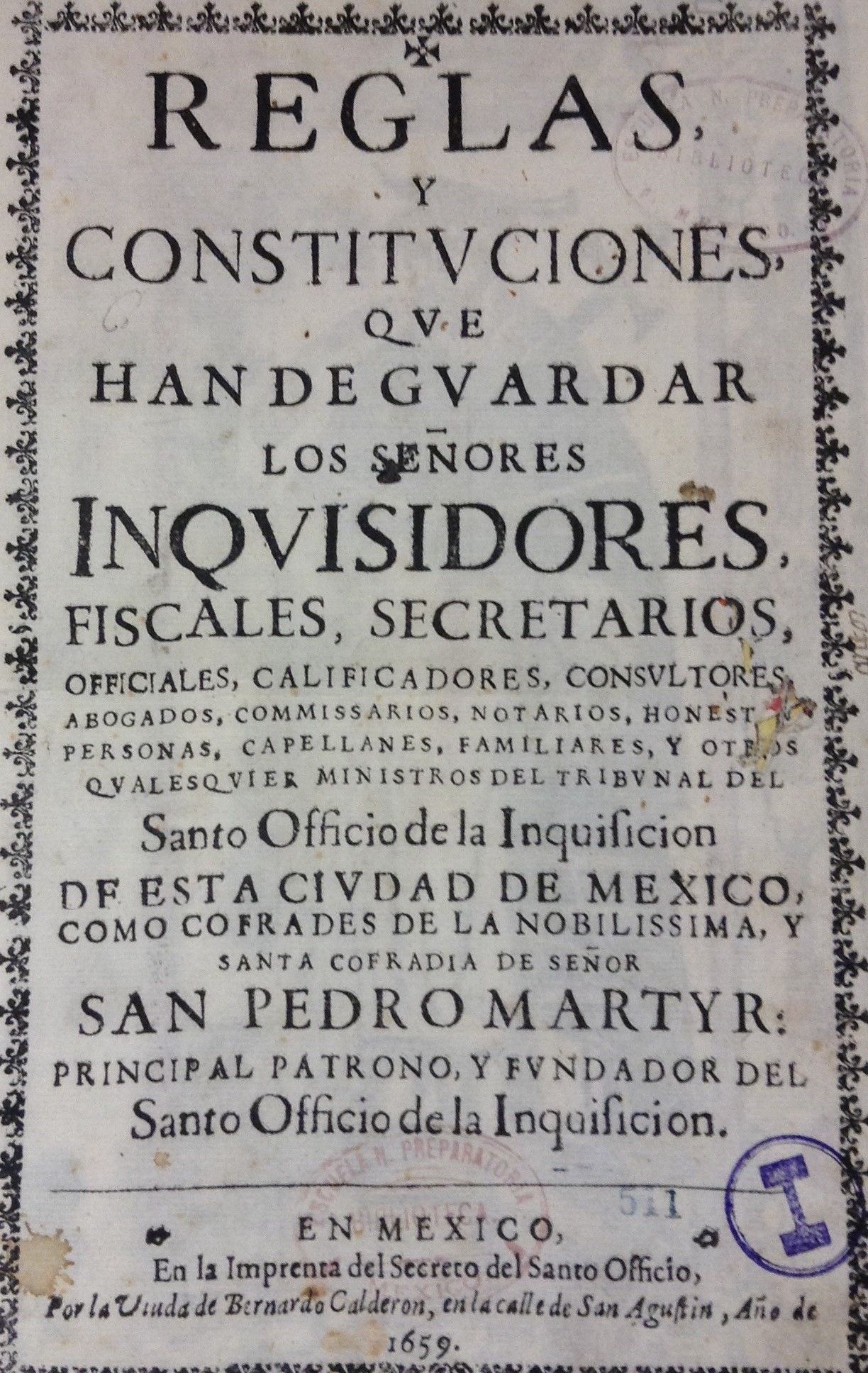
Reglas y constituciones que han de guardar los inquisidores

Sin embargo, en 1641, tuvo que comenzar una demanda judicial contra los libreros Francisco Robledo y Juan Ruiz que habían comenzado a imprimir cartillas disfrazadas de catecismos. Aunque ellos replicaron que dichas cartillas no habían sido impresas en lengua española, se dictaminó que no podían imprimir ni vender catecismos y que los existentes pasarían a ser de Paula.
Conservó a los trabajadores que habían estado al servicio de su esposo, Pedro Quiñones y Diego Gutiérrez hasta 1644, pero a partir del siguiente año su primogénito Antonio se quedaría a cargo de las labores del impresor.
A partir del año 1647, el negocio recibirá el título de “Imprenta del Secreto del Santo Oficio”, cuando el anterior titular y rival, Francisco Robledo había muerto.
Además de la impresión de cartillas y libros de temas religiosos, entre su producción también sobresalen los textos de temática histórica y literaria. Las obras  de grandes autores como Fray Alonso de la Vera Cruz, Fray Alonso de Molina, Juan de Palafox, Sor Juana Inés de la Cruz o Carlos de Sigüenza y Góngora fueron producto de su imprenta.
Pero la imprenta no solo tenía a cargo estas importantísimas tareas. A partir del año de 1671, también comenzó a imprimir la publicación periódica Gaceta de México que tenía como propósito informar en la Nueva España de las noticias sucedidas en Europa.
Cuando su hija María se casa con el librero Juan de Rivera, Paula lo convierte en su socio, tanto en la imprenta como en la librería.
En cuanto a la librería, en el año de 1660 aparecen registrados en sus memorias 1239 títulos de libros en latín y español, editados en México y en España, de autores variados como Virgilio, Miguel de Cervantes y textos de carácter religioso y científico. Su establecimiento era uno de los más importantes en la Ciudad de México. Su hijo Antonio también fue el encargado de presentar la relación de estos libros a la Santa Inquisición.
Paula Benavides viuda de Calderón murió en 1684, estando al frente de la imprenta durante 43 años, apenas unos días después de que el virrey Tomás Antonio de la Cerda y Aragón le renovara el privilegio sobre las cartillas durante 10 años más.  La imprenta quedó a cargo de su hijo Diego y de su hija María, quien junto con su esposo se encargó del oficio familiar durante tres generaciones más.

## Producción
Paula Benavides imprimió cerca de 448 títulos a la muerte de su marido, convirtiéndose así en la mujer impresora más prolífica del siglo XVII y en la fundadora de una de las dinastías de impresores más importantes de la Nueva España.

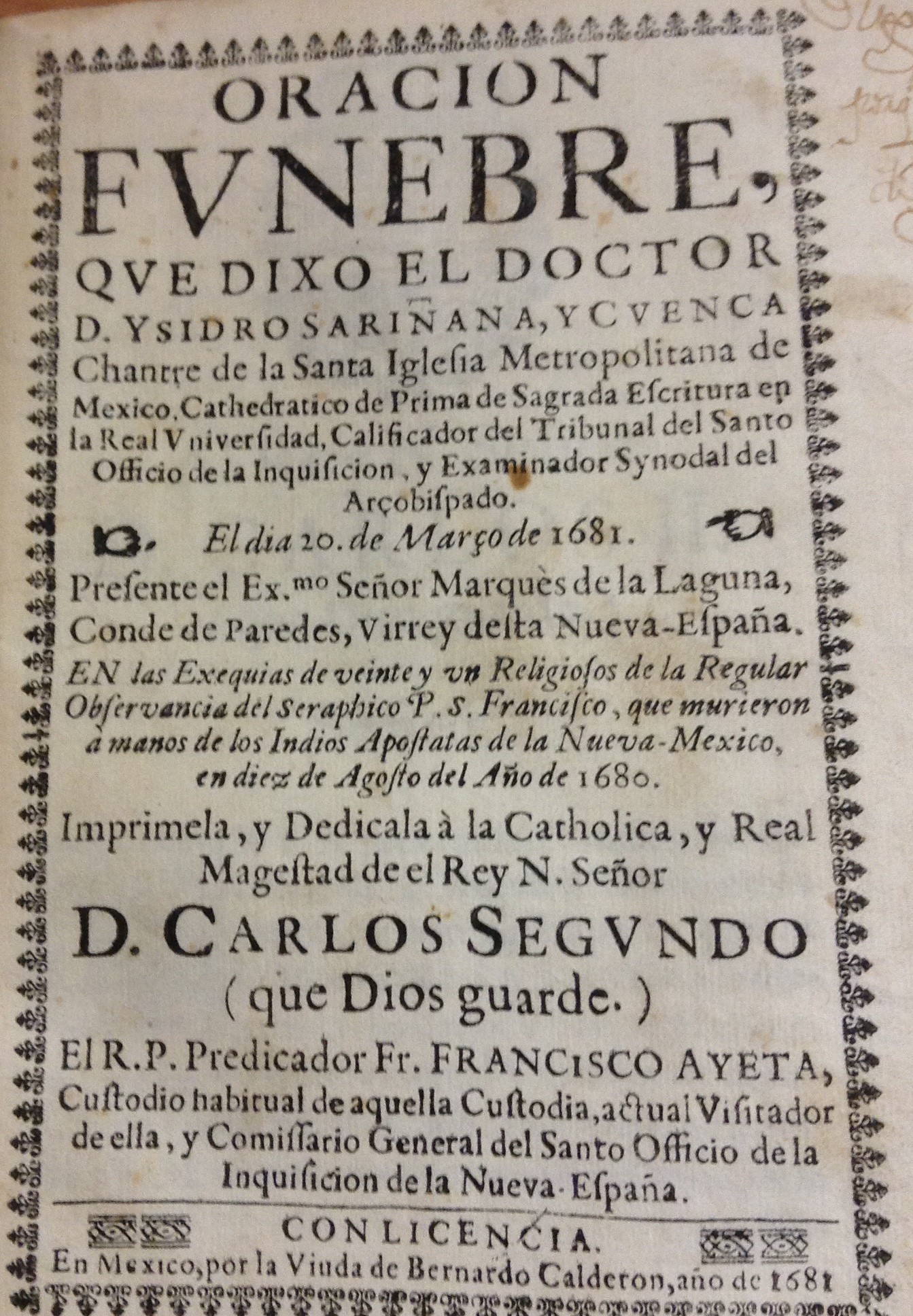
Portada del libro Oración Fúnebre de Isidro Sariñana impreso en 1681 por la viuda de Bernardo Calderón

- Galdo Guzmán Diego, Arte Mexicano. (1642)
- Rea Alonso de la fray. Crónica de la Oreden de Nuestro Seráfico Padre San Francisco, Provincia de San Pedro y San Pablo de Michoacán en la Nueva España. (1643)
- Sánchez Miguel, Imagen de la Virgen María, Madre de Dios, de Guadalupe milagrosamente aparecida en la ciudad de México. (1644)
- Beltrán de Alzate Simón Esteban. Al rey N. señor Felipe IIII. El grande, rey de las Españas, y emperador de las Indias. (1656)
- Hevia y Valdés Diego fray, Relación auténtica de las idolatrías, supersticiones, vanas observaciones de los indios del obispado de Oaxaca. (1656)
- Segade Bugueiro Matheo, Constituciones. (1657)
- Arellano Delgado de, Auto General de La Fe, al que asistió presidiendo en nombre, y representación de la católica majestad del Rey N. *Señor D. Felipe Cuarto, su Virrey Gobernador. (1660)
- Borromeo Carlos San, Testamento del alma. (1661)
- Bonifacio Alonso, Carta del padre Alonso Bonifacio. (1664)
- Sariñana y Cuenca Isidro, Llanto del occidente en el ocaso del más claro sol de las Españas. (1666)
- Sariñana y Cuenca Isidro, Sermón de puntos que en oposición a la canongia magistral de la S. Iglesia Metropolitana de México. (1666)
- Agüero Cristóbal de, Misceláneo espiritual en el idioma zapoteco. (1666)
- Rúa Hernando de la, Carta pastoral, advertencias y amonestaciones paternas. (1667)
- Universidad de México, Estatutos constituciones. (1667)
- Ribera Diego de, Poética descripción de la solemnidad del Convento de N. Señora Baluanera. (1667)
- Cortés del Rey Bonifacio, Nobiliario genealógico, desde Noé por la línea de Dardano hasta Carlos Segundo Rey de las Españas, y por la de Coribanto, continuada hasta Narnes Cortes, Rey de Lombardia, y Corteses del Reino de Aragón. (1670)
- Gómez de Solís Luis, Sagrado augusto panegiris en la fiesta que a María Santísima del Rosario celebró el primer domingo de octubre. (1672)
- Ribera Diego de, Breve relación de la plausible pompa y cordial regocijo, con que se celebró la dedicación del templo del ínclito mártir. San Felipe de Jesús, titular de las religiosas Capuchinas, en la muy noble, y leal Ciudad de México. (1673)
- Basalenque Diego, Historia de la provincia de San Nicolás de Tolentino de Michoacán del orden de N.P.S. Agustín. (1673)
- Becerra Tanco Luis, Felicidad de México en el principio, y milagroso origen, que tuvo el Santuario de la Virgen María N. Señora de Guadalupe… (1675)
- Fernández de Belo Benito, Breve aritmética. (1675)
- Ibarra Miguel de, Annuae relectiones ac canonicae iuris explicationes in duas partes divisae (1675)
- Pardo Francisco, Vida y virtudes heroicas de la Madre María de Jesús, religiosa profesa en el Convento de la Limpia Concepción de la Virgen María N. Señora de la Ciudad de los Ángeles… (1676)
- Valle Gonzalo de, Palesta de sermones de misterios. (1676)
- Montemayor de Cuenca Francisco de, Sumario de las cédulas, órdenes, y provisiones reales, que se han despachado por su Majestad, para la Nueva-España y otras partes. (1677)
- Sariñana y Cuenca Isidro, Sermón que a la anual memoria de Nuestra Señora del Pilar de Zaragoza. (1677)
- Sariñana y Cuenca Isidro, Sermón que a la declaración del milagro de los panecitos de Santa Teresa de Jesús. (1677)
- Ribera Diego de, Acordes rendimientos, afectos numerosos. (1677)
- Enríquez de Ribera Payo fray, Tratado en que se defienden nueve proposiciones, en quienes la V.M. Ana de la Cruz. (1678)
- Sariñana y Cuenca Isidro, Oración fúnebre, que dijo el doctor D. Isidro Sariñana y Cuenca. (1681)
- Ezcaray Antonio de, Sermón panegírico, desagravios de Cristo vida nuestra en su cuerpo sacramentado: solemne demostración que hizo el... Convento de N. Madre Santa Clara de México el día 27 de abril de este presente año, en la Dominica III después de Pascua. (1681)
- Escobar Salmerón y Castro José de, Discurso cosmetológico. (1681)
- Fuenlabrada Nicolás de fray, Oración evangélica y panegírica relación. (1681)
- Asenjo y Crespo Ignacio de, Ejercicio práctico de la voluntad de Dios, compendio de la mortificación. (1682)
- Evelino Gaspar Juan, Especulación astrológica y física de la naturaleza de los cometas. (1682)
- Ezcaray Antonio de, Deseos de acertar: sermón gratulatorio con que un humilde y rendido hijo y súbdito sirvió a su Madre la santa provincia del santo evangelio... en la... fiesta que celebró en su Convento de N. P. S. Francisco de México, el día diez y seis de agosto del año pasado de ochenta y dos ... en de gracias de la ... elección, en que salió electo por ministro provincial ... Fr. Francisco de Ávila … (1683)
- Arenas Pedro de, Vocabulario manual de las lenguas castellana y mexicana. (1683)
- San Buenaventura Gabriel de, Arte de la lengua maya. (1684)
- Beltrán de Alzate Simón Esteban, Villancicos. (1684)

## Legado
Después de su muerte, María y su esposo Juan continuaron con el negocio, pasándolo a sus hijos Francisco y Miguel, quien a su vez se casó con Gertrudis de Escobar y Vera. De este matrimonio, su hija María de Rivera Calderón y Benavides continuó manteniendo activa la imprenta a partir de 1715  y consiguió para ella misma importantes privilegios, además de las cartillas que ya venía de generaciones atrás. Finalmente murió en 1754 sin dejar herederos claros.
El hijo de Paula y Bernardo, Antonio, también fue un personaje importante en la Nueva España. Recibió sendos títulos en filosofía y leyes, y a los 19 años obtuvo  el cargo de “Impresor del Santo Oficio”. Al ser un reconocido religioso, funcionó como vínculo entre las autoridades eclesiásticas y su familia.
En el año de 1657 después de haber sufrido una grave enfermedad fundó la “Unión Ilustrísima de San Felipe Neri”, actualmente conocida como la Congregación del Oratorio.